# La razón de mi locura

## Közreműködők
- Barry Gibb – ének, gitár
- Maurice Gibb – ének, gitár, zongora, orgona, basszusgitár
- Robin Gibb – ének
- stúdiózenekar Johnny Pate vezényletével
- Alan Kendall – gitár
- Jim Keltner – dob
- Sneeky Pete Kleinow – steel-gitár (South Dakota Morning, Come Home Johnnie Bride)
- Tommy Morgan – harmonika (South Dakota Morning)
- Jane Getz – zongora (Come Home Johnny Bride)
- hangmérnökök – Mike Stone, Chuck Leary

## A lemez dalai
- Method To My Madness (Barry, Robin és Maurice Gibb) (1972), stereo 3:10, ének: Barry Gibb, Robin Gibb
- Come Home Johnny Bride (Barry Gibb) (1972), stereo 3:50, ének: Barry Gibb
- Alive (Barry, Robin és Maurice Gibb) (1972), stereo 4:03, ének: Barry Gibb, Robin Gibb
- South Dakota Morning (Barry Gibb) (1972), stereo 2:25, ének: Barry Gibb

## Top 10 helyezés
- Alive: Ausztrália: 4.